# 索菲娅·隆格伦
索菲娅·隆格伦（瑞典語：Sofia Lundgren，1982年9月20日—），瑞典女子足球运动员。她曾代表瑞典参加2003年、2007年和2011年国际足联女子世界杯。她也曾入选2012年夏季奥林匹克运动会瑞典女子足球队名单，但并未上场参赛。